# Ueli Steck
Ueli Steck (Langnau im Emmental, 4 ottobre 1976 – Nuptse, 30 aprile 2017) è stato un alpinista e arrampicatore svizzero. Divenuto famoso per le sue solitarie e record di velocità su impegnative pareti delle Alpi, ha stabilito record di velocità sulle pareti nord dell'Eiger, del Cervino e delle Grandes Jorasses.
Ha vinto per ben due volte il Piolet d'Or, il massimo riconoscimento alpinistico: nel 2009 per la nuova via sul Tengkangpoche con Simon Anthamatten e la seconda nel 2014 per l'apertura in solitaria in 28 ore di una nuova via sulla parete sud dell'Annapurna I. L'alpinista ha perso la vita nel 2017, durante l'ascesa della difficile parete ovest del Nuptse, nel massiccio dell'Everest.

## Biografia

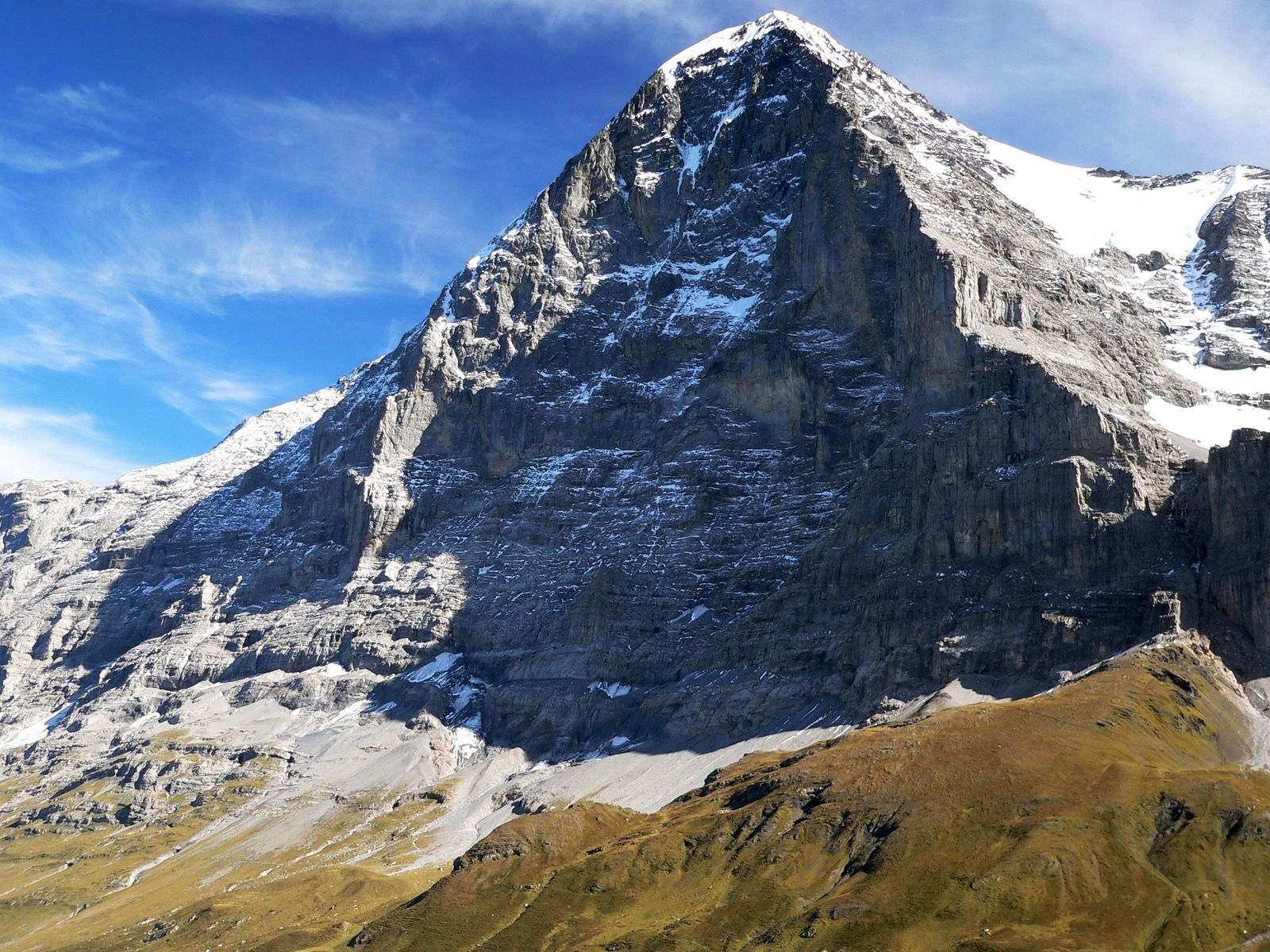
La parete nord dell'Eiger su cui Ueli Steck ha stabilito diversi record di velocità

Il più giovane di tre fratelli, Ueli Steck si è avvicinato allo sport con l'hockey su ghiaccio, ricoprendo il ruolo di difensore. A dodici anni, con la prima ascensione in montagna e qualche anno più tardi con l'arrampicata, scopre la sua nuova passione. Nel 1995, a 18 anni, sale per la prima volta la nord dell'Eiger per la via Heckmaier. Seguono molte salite sulle Alpi che gli permettono nel 2001 di effettuare la prima spedizione extra-europea sul Pumori, nella cui parete ovest apre una nuova via. La sua crescente fama gli permette di lasciare il lavoro da carpentiere e di fare dell'alpinismo una professione.
Nel 2007 balza agli onori della cronaca per la salita in meno di quattro ore (3 ore, 54 minuti) della parete nord dell'Eiger, abbassando di mezz'ora il precedente record di Christoph Hainz del 2003. L'anno successivo, dopo un lungo allenamento mirato, abbassa il suo stesso record addirittura di un'ora, fermando il cronometro a 2 ore, 47 minuti e 33 secondi, record tuttora imbattuto per l'arrampicata libera. Sempre nel 2008 apre la nuova via Scacco matto sulla inviolata parete nord del Tengkangpoche insieme a Simon Anthamatten, ascensione che gli varrà il Piolet d'Or.
Nel 2009 sale il suo prima ottomila, il Gasherbrum II, per la via normale. Nel 2011 con la spedizione Project Himalaya tenta di salire tre ottomila in una stagione. Ne sale due, lo Shisha Pangma con un tempo record di 10 ore e mezza e il Cho Oyu. Deve invece rinunciare all'Everest a 150 metri dalla cima per un rischio di congelamento.
Il 9 ottobre 2013 riesce nell'apertura in solitaria di una nuova via direttissima sulla parete sud dell'Annapurna I, in sole 28 ore tra andata e ritorno dal campo base avanzato e raggiungendo la vetta di notte. L'itinerario era già stato tentato nel 1992 da Jean-Christophe Lafaille e Pierre Béghin fino a 7.500 metri e per Steck si è trattato del terzo tentativo sulla parete, dopo quelli del 2007 e 2008. Per questa salita ha vinto il secondo Piolet d'Or.
Nell'estate 2015 compie la salita di tutti e 82 i quattromila delle Alpi. Pur essendo partito solo per divertimento e senza obiettivi di record, completa il concatenamento in soli 62 giorni, due in più del record di Franco Nicolini e Diego Giovannini del 2008.
Nel novembre 2015 si riprende il record della nord dell'Eiger, dopo che Dani Arnold nel 2011 era sceso a 2 ore e 28 minuti, trovando però già attrezzato il difficile traverso Hinterstoisser. Il 16 novembre 2015 compie la salita nello stesso stile (con il traverso Hinterstoisser già attrezzato, e non in libera) in 2 ore, 22 minuti e 50 secondi.
Il 30 aprile 2017 l'alpinista perde la vita durante l'ascesa della parete ovest del Nuptse, difficile cima di oltre 7800 metri facente parte del massiccio dell'Everest, dopo essere verosimilmente scivolato e caduto per svariati metri. Il corpo viene ritrovato la mattina seguente e trasportato al campo base. Steck si trovava in Nepal nell'intento di scalare la montagna più alta del globo e quindi di compiere la difficile traversata Everest-Lhotse in sole 48 ore e senza l'ausilio di bombole d'ossigeno. L'ascesa della parete del Nuptse sarebbe servita come acclimatamento.

## Record di velocità
| Montagna               | Anno | Descrizione                                                              |
| ---------------------- | ---- | ------------------------------------------------------------------------ |
| Eiger, Mönch, Jungfrau | 2004 | Concatenamento delle tre nord in 25 ore con Stephan Siegrist             |
| Eiger                  | 2007 | Parete nord in solitaria (via Heckmair) in 3 ore, 54 minuti              |
| Eiger                  | 2008 | Parete nord in solitaria (via Heckmair) in 2 ore, 47 minuti e 33 secondi |
| Grandes Jorasses       | 2008 | Parete nord in solitaria (via Colton-Macintyre) in 2 ore, 21 minuti      |
| Cervino                | 2009 | Parete nord in solitaria (via Schmid) in 1 ora, 56 minuti                |
| Les Droites            | 2010 | Parete nord in solitaria (via Ginat) in 2 ore, 8 minuti                  |
| Shisha Pangma          | 2011 | Parete sud-ovest in solitaria in 10 ore e mezza                          |
| Monte Bianco           | 2013 | Cresta Peuterey in solitaria in 11ore, 30 minuti                         |
| Eiger                  | 2015 | Parete nord in solitaria (via Heckmair) in 2 ore, 22 minuti, 50 sec      |

## Salite himalayane
Nella seguente tabella sono elencate le salite himalayane, compresi i tentativi falliti.
Nella prima colonna sono numerate le salite degli ottomila, tutte avvenute senza ossigeno.

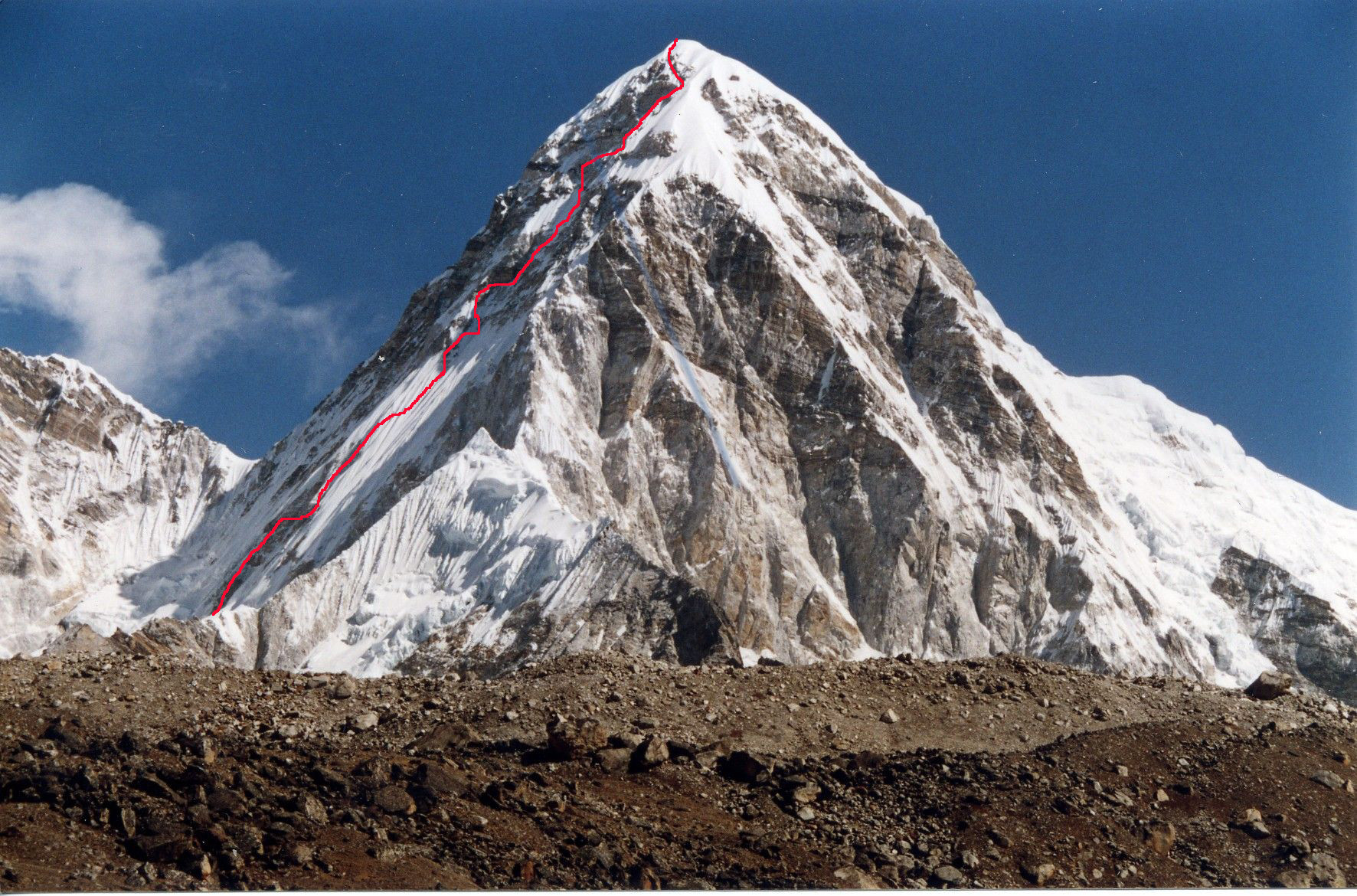
La parete ovest del Pumori con il tracciato della nuova via di Steck e Bühler

| # | Montagna      | Anno | Descrizione |
| - | ------------- | ---- | --- |
|   | Pumori        | 2001 | Nuova via sulla parete ovest insieme a Ueli Bühler |
|   | Cholatse      | 2005 | Prima solitaria della parete nord e della montagna, alta 6.440 m (spedizione Khumbu-Express)                                                                               |
|   | Taboche       | 2005 | Prima solitaria della parete est e della montagna, alta 6.542 m (spedizione Khumbu-Express)                                                                                |
|   | Annapurna I   | 2007 | Tentativo fallito di apertura di una nuova via sulla parete sud in solitaria. Viene colpito da una scarica di pietre e cade per 300 metri procurandosi solo leggere ferite |
|   | Tengkangpoche | 2008 | Nuova via Scacco matto sulla inviolata parete nord con Simon Anthamatten                                                                                                   |
|   | Annapurna     | 2008 | Tentativo fallito di salita con Simon Anthamatten per la parete sud, per le cattive condizioni del tempo e della parete.                                                   |
| 1 | Gasherbrum II | 2009 | Salita per la via normale |
| 2 | Makalu        | 2009 | Salita per la via normale |
|   | Lobuche       | 2011 | Salita con Freddy Wilkinson per acclimatarsi per il Shisha Pangma (spedizione Project Himalaya)                                                                            |
|   | Cholatse      | 2011 | Parete nord con Freddy Wilkinson per acclimatarsi per il Shisha Pangma (spedizione Project Himalaya)                                                                       |
| 3 | Shisha Pangma | 2011 | Parete sud-ovest in solitaria in 10 ore e mezza (spedizione Project Himalaya)                                                                                              |
| 4 | Cho Oyu       | 2011 | Salita con Don Bowie (spedizione Project Himalaya) |
|   | Everest       | 2011 | Tentativo fallito a 150 metri dalla vetta per un rischio di congelamento (spedizione Project Himalaya)                                                                     |
| 5 | Everest       | 2012 | Salita insieme allo Sherpa Tenzing per il versante sud |
| 6 | Annapurna     | 2013 | Nuova via direttissima in solitaria sulla parete sud |

## Altre salite
- The Young Spider - Eiger (SUI) - 2001 - Prima salita con Stephan Siegrist. La via sale alla sinistra della Harlin, è lunga 1800 m di dislivello e presenta difficoltà di 7a/A2 su roccia, WI6 su ghiaccio e M7 su misto.
- Paciencia - Eiger (SUI) - 2003 - Prima salita con Stephan Siegrist. Si tratta della via più difficile della parete nord, tra quelle di sola arrampicata su roccia. La via ha uno sviluppo di 900 metri e difficoltà fino all'8a.
- Last Exit Titlis - Titlis (SUI) - 2004 - Via di Stefan Glowacz, 500 m/8a+
- Portami via - Wendenstöcke (SUI) - 2005 - Prima salita in libera con Simon Anthamatten della via aperta da Matteo Della Bordella, Fabio Palma e Domenico Soldarini nel 2005, 230 m/7c+[26]
- The Young Spider - Eiger (SUI) - 7-11 gennaio 2006 - Prima ripetizione in solitaria invernale[27]
- Via Bonatti - Cervino (SUI) - 14 marzo 2006 - Salita in 25 ore[28]
- Paciencia - Eiger (SUI) - 29-30 agosto 2008 - Prima salita in libera con Stephan Siegrist, 900 m/8a[29]
- Golden Gate - El Capitan (USA) - 2009 - Via di Alexander Huber e Thomas Huber del 2000[30]
- Voie Lesueur - Petit Dru (FRA) - gennaio 2012 - Prima salita in libera con Jonathan Griffith della via aperta da Pierre e Henri Lesueur nel 1952[31][32]
- Via Cassin, Via Comici-Dimai, Via Innerkolfer - Tre Cime di Lavaredo (ITA) - 17 marzo 2014 - Concatenamento invernale e in giornata delle tre pareti nord con Michi Wohlleben[33][34]

## Riconoscimenti
- Piolet d'Or 2009 insieme a Simon Anthamatten per la nuova via sul Tengkampoche, Nepal.[1]
- Karl Unterkircher Award 2010.[35]
- Piolet d'Or 2014 per l'apertura in solitaria di una nuova via direttissima sulla parete sud dell'Annapurna I.[2]